# Кларк, Томас Джеймс
Томас Джеймс Кларк (ирл. Tomás Séamus Ó Cléirigh; 11 марта 1857 — 3 мая 1916) — ирландский революционер, один из главных организаторов Пасхального восстания 1916 года. Всю жизнь Кларк оставался сторонником вооружённой революции, в годы, предшествовавшие Пасхальному восстанию он провёл в британской тюрьме 15 лет. После подавления восстания был приговорён к смертной казни через расстрел.

## Молодость
Родился в замке Хёрст, одном из английских форпостов на южном побережье Британии. Замок расположен неподалёку от деревни Милнфорд-он-Си в графстве Гэмпшир, напротив него, через пролив, лежит остров Уайт. Родители Кларка были ирландцами, его отец — Джеймс Кларк — служил сержантом в британской армии, был родом из Карригаллена. Его мать Мэри Палмер — из Клохина. Позднее Джеймса Кларка перевели в Южную Африку, а когда Томасу исполнилось семь лет, семья перебралась в город Данганнон, расположенный в графстве Тирон в Ирландии.

## Ирландское республиканское братство

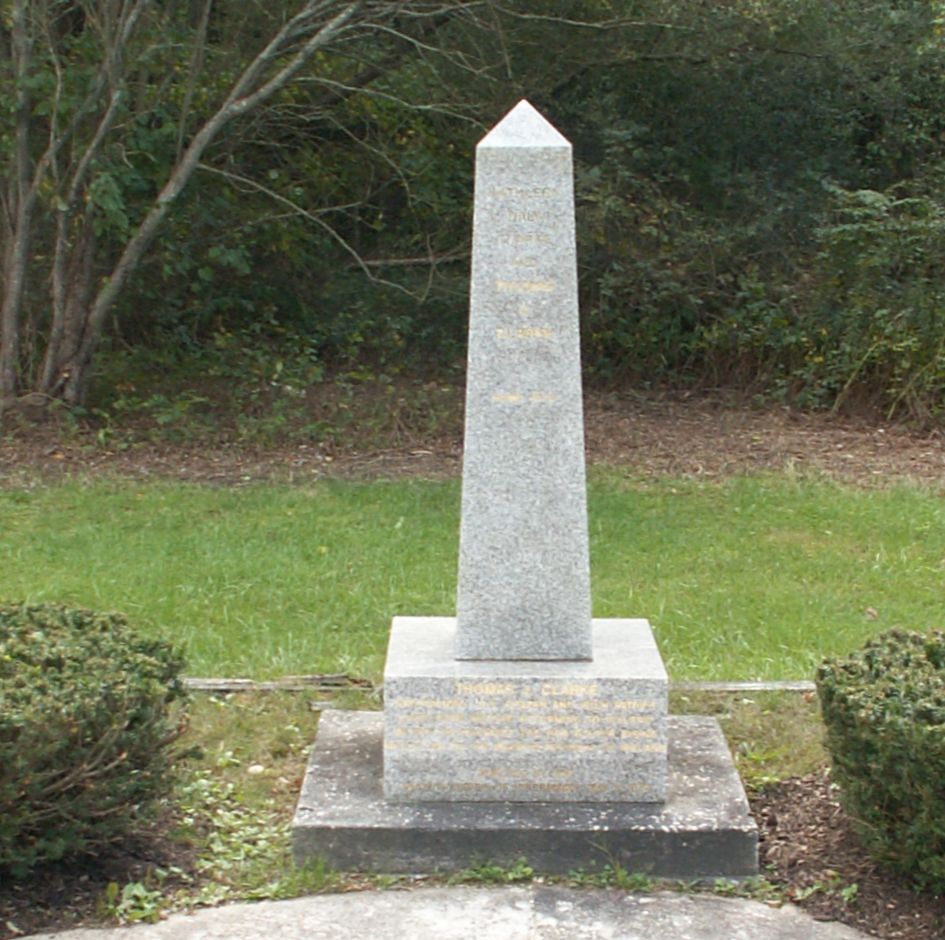
Памятный обелиск на ферме, которая принадлежала Кларку в Манорвиле

В шестнадцать лет организовал в своём городе клуб для сторонников ирландского национализма. Этот клуб вскоре привлёк внимание Ирландского республиканского братства (ИРБ), куда Кларка принял в возрасте 18 лет лично Джон Дейли[уточнить]. В 1880 году в Данганноне начались столкновения местных жителей с полицией. Кларк принимал в них участие — стрелял из винтовки в полицейских, агитировал толпу. Из-за этого у него начались проблемы с полицией и многочисленные семейные ссоры, в результате в 1881 году он уезжает в США. Там он устроился на работу в качестве портье в одном из отелей, а также вступил в ещё одну ирландскую республиканскую организацию: Clan na Gael, преемницу братства фениев. В том же 1881 году один из лидеров ИРБ Иеремия О’Донован, находившийся в изгнании, в Нью-Йорке, призвал к организации так называемой «динамитной кампании» — серии взрывов общественных зданий, военных и полицейских гарнизонов в Англии — чтобы заставить британское правительство предоставить Ирландии автономию или даже независимость. В 1883 году для участия в этой кампании Томас Кларк тайно, под именем Генри Уилсон, направляется в Лондон — он должен был взорвать Лондонский мост. Однако вскоре Кларк был арестован и 28 мая 1883 года, вместе с тремя другими бомбистами, он был приговорён к пожизненному заключению. Следующие 15 лет Кларк провёл в британских тюрьмах — большей частью в тюрьме Пентонвиль. К 1896 году он оставался одним из пяти последних фениев, содержавшихся в британских тюрьмах, и в его поддержку в Ирландии прошло несколько митингов. На одном из них видный деятель Ирландской парламентской партии, Джон Редмонд, так отзывался о Кларке: 
«Уилсон это человек, достойный любых слов восхищения. За те пять лет, что я посещал Портлендскую тюрьму, я научился любить, уважать и почитать Генри Уилсона. День за днём я наблюдал, как отважно держится его дух, год за годом я видел, как слабеет и угасает его тело».
В 1898 году специальная следственная комиссия, приняв во внимание ужасные условия содержания ирландских заключённых, постановила досрочно освободить Кларка. После освобождения он перебрался в США, в Бруклин и женился на племяннице своего сокамерника и старого соратника по ИРБ Джона Дейли — Кейтлин Дейли, которая была младше его на 21 год. Шафером на их свадьбе был Джон Макбрайд. Кларк продолжил активную деятельность в составе Clan na Gael, под руководством Джона Девоя он работал редактором в ирландско-американской газете. Учитывая его послужной список, Кларк стал одним из самых уважаемых членов Clan na Gael. В 1906 году купил ферму в Манорвиле на Лонг-Айленде и вместе с семьёй перебрался туда. У них с Кейтлин было трое детей. В 1907 году вернулся в Ирландию.
В Дублине открыл табачный магазин и начал активно участвовать в процессе омоложения ИРБ. Как доверенное лицо Clan na Gael, Кларк был избран в Верховный совет ИРБ, где последовательно доказывал необходимость активных действий, необходимость работать на революцию. Кларк старался вербовать настроенную на вооружённые действия молодёжь, его ближайшими друзьями и соратниками стали Балмер Хобсон и Шон Макдермотт. Впечатлённый ораторскими способностями Патрика Пирса, Кларк пригласил его произнести речь на ежегодной церемонии памяти Вольфа Тона, ирландского патриота и борца за независимость. Эта церемония к тому времени стала одним из важнейших мероприятий ирландских националистов, своего рода их общим собранием. Уже через несколько недель Пирс вступил в ряды ИРБ.

## Ирландские добровольцы
В 1913 году появилась новая организация — «Ирландские добровольцы». Кларк проявлял живой интерес к её деятельности, однако счёл, что как бывший уголовник и широко известный ирландский националист, он может дискредитировать новообразованную организацию. Тем не менее, поскольку в деятельности Добровольцев активное участие принимали Макдермотт, Хобсон и другие члены ИРБ, такие как Имон Кент, было очевидно, что политика Добровольцев в значительной (а после принятия одного из лидеров Добровольцев — Патрика Пирса — в ИРБ и вовсе в полной) мере будет определяться ИРБ. Так оно и было до тех пор, пока Джон Редмонд не потребовал включить в управляющий комитет 25 новых членов, под выборы Ирландской парламентской партии, что позволило бы ему и его партии контролировать Добровольцев. Требования Редмонда были удовлетворены, не в последнюю очередь — благодаря поддержке Хобсона. Кларк счёл такое поведение Хобсона предательством и так никогда и не простил его.

## Подготовка восстания
Разлад с Хобсоном ещё больше сблизил Кларка с Макдермоттом. Секретарь ИРБ Макдермотт и казначей ИРБ Кларк де-факто руководили всей организацией, хотя формально президентом ИРБ был Шеймус Дикин, а позднее — Деннис Маккаллох. В 1915 году Кларк и Макдермотт образовали Военный комитет в структуре ИРБ, чтобы подготовить то, что впоследствии стало Пасхальным восстанием. В этот комитет, помимо Кларка и Макдермотта, вошли Пирс, Кент и Джозеф Планкетт. В июле 1915 году скончался Иеремия О’Донован, Кларк организовал его торжественные похороны и использовал их (а также блестящую надгробную речь Пирса) для того, чтобы мобилизовать Добровольцев и внушить им необходимость действовать немедленно. Кларк наладил отношения с профсоюзным лидером Джеймсом Коннолли, главой Ирландской гражданской армии — организации, созданной для защиты дублинских рабочих во время забастовок. В январе 1916 года Коннолли вошёл в Военный комитет, позднее (в апреле) в него был включён ещё и Томас Макдона. Эти семь человек позднее подписали Прокламацию о создании республики. Кларк, как самый старший и уважаемый, подписался первым. Считалось, что Кларк должен был объявить себя президентом и главнокомандующим, однако он отказался принимать какой-либо ранг или почести, полномочиями был наделён Пирс, более известный и уважаемый в национальном масштабе.

## Пасхальное восстание
Во время событий пасхальной недели Кларк оставался в штаб-квартире, в Главпочтамте. Основные силы повстанцев здесь были представлены людьми Коннолли из Ирландской гражданской армии. Хотя у него и не было никакого звания, повстанцы считали Кларка одним из своих командиров, а он наравне с ними принимал участие в боях и обстрелах. Когда стало понятно, что восстание проиграно и зашла речь о сдаче, Кларк был категорически против капитуляции, однако оказался в меньшинстве. После сдачи 29 апреля Кларка содержали в тюрьме Килмэнхем вплоть до расстрела. 3 мая 1916 года Томас Кларк был расстрелян во дворе тюрьмы, вторым после Патрика Пирса.

Перед казнью он попросил свою жену Кейтилин передать своё послание ирландскому народу:
Я и мои товарищи, подписавшие Прокламацию, нанесли первый удар из тех, что приведёт Ирландию к свободе. Следующий удар, который без сомнения будет Ирландией нанесён, завершит наше дело. С верой в это, мы умираем счастливыми.
Его вдова Кейтлин была избрана в ирландский парламент первого и второго созыва, запомнившись там своими выступлениями против англо-ирландского договора.

Батт О’Коннор вспоминал, что вдова Кларка просила его сохранить надпись стене дома, надпись, которую она считала последним посланием от своего мужа:
Мы вынуждены оставить Главпочтамт. Парни великолепно сражались, и этот бой спасёт душу Ирландии.
В 1922 году вышла книга Кларка «Зарисовки из тюремной жизни ирландского уголовника». Все её 13 глав ранее были опубликованы в газете «Ирландская свобода» в 1912-13 годах. В книге Кларк честно и открыто описал свои мытарства в различных британских тюрьмах.

## Память
- Башня Томаса Кларка в Баллимуне (до 2008 года функционировала как отель).
- Железнодорожная станция Дандолк Кларк получила своё название в 1966 году, на пятидесятилетний юбилей Пасхального восстания.
- В том же 1966 Кларк появился на почтовых марках.
- «Данганнон Томас Кларкс[англ.]» — команда по игре в гэльский футбол из восточного Тирона, названная в его честь; 10-кратный чемпион Тирона[англ.].